# Oklahoma City
Oklahoma City (en español: Ciudad de Oklahoma) oficialmente City of Oklahoma City, y a menudo abreviada como OKC, es la capital y ciudad más grande del estado de Oklahoma (Estados Unidos). Es a su vez la sede del condado de Oklahoma, la 22.ª ciudad más poblada de Estados Unidos y la 11.ª ciudad más grande del Sur de Estados Unidos. La población creció después del censo de 2010 y llegó a 681 054 habitantes en el censo de 2020. El área metropolitana de Oklahoma City tenía una población de 1 396 445, y el área estadística combinada de Oklahoma City-Shawnee tenía 1 469 124 habitantes, lo que lo convierte en el municipio y en el área metropolitana más grandes de Oklahoma por población.
Se extiende hacia los condados de Canadian, Cleveland y Pottawatomie, que son áreas suburbanas o zonas rurales protegidas (cuencas hidrográficas) algo alejadas del área central del condado de Oklahoma. Es la octava ciudad más grande de Estados Unidos por área, incluidas las ciudades-condados consolidados; y es la segunda más grande, después de Houston, sin incluir las ciudades consolidadas. Es también la segunda capital estatal más grande por área de Estados Unidos, después de Juneau, la capital de Alaska.
Tiene uno de los mercados de ganado más grandes del mundo. Su economía gira en torno a las actividades mineras (petróleo, gas natural, derivados del petróleo e industrias relacionadas). La ciudad está en medio de un campo petrolífero activo y hay torres de perforación en los terrenos del Capitolio de Oklahoma. El gobierno federal emplea una gran cantidad de trabajadores en la Base de la Fuerza Aérea Tinker y en el Centro Aeronáutico Mike Monroney del Departamento de Transporte (que albergan respectivamente las oficinas de la Administración Federal de Aviación y el Centro de Servicios Empresariales del Departamento de Transporte).
Oklahoma City está en el recorrido de la Interestatal 35, que va hacia Texas y México al sur, y Wichita y Kansas City al norte. Ubicada en la región de Frontier Country, la sección nororiente está en la región ecológica de Cross Timbers. La ciudad fue fundada durante la carrera por la tierra de 1889 y creció a más de diez mil habitantes a las pocas horas de su fundación. El 19 de abril de 1995 sufrió el atentado contra el Edificio Federal Alfred P. Murrah, en el que murieron 168 personas, el ataque terrorista más mortífero en la historia de Estados Unidos hasta los atentados del 11 de septiembre de 2001, y el caso más mortífero de terrorismo interno en la historia de Estados Unidos.
Desde que se llevan registros, la ciudad ha sido golpeada por trece tornados violentos, 11 de los cuales fueron clasificados como F4 o EF4 en las escalas Fujita y Fujita mejorada, y dos F5 o EF5.

## Historia

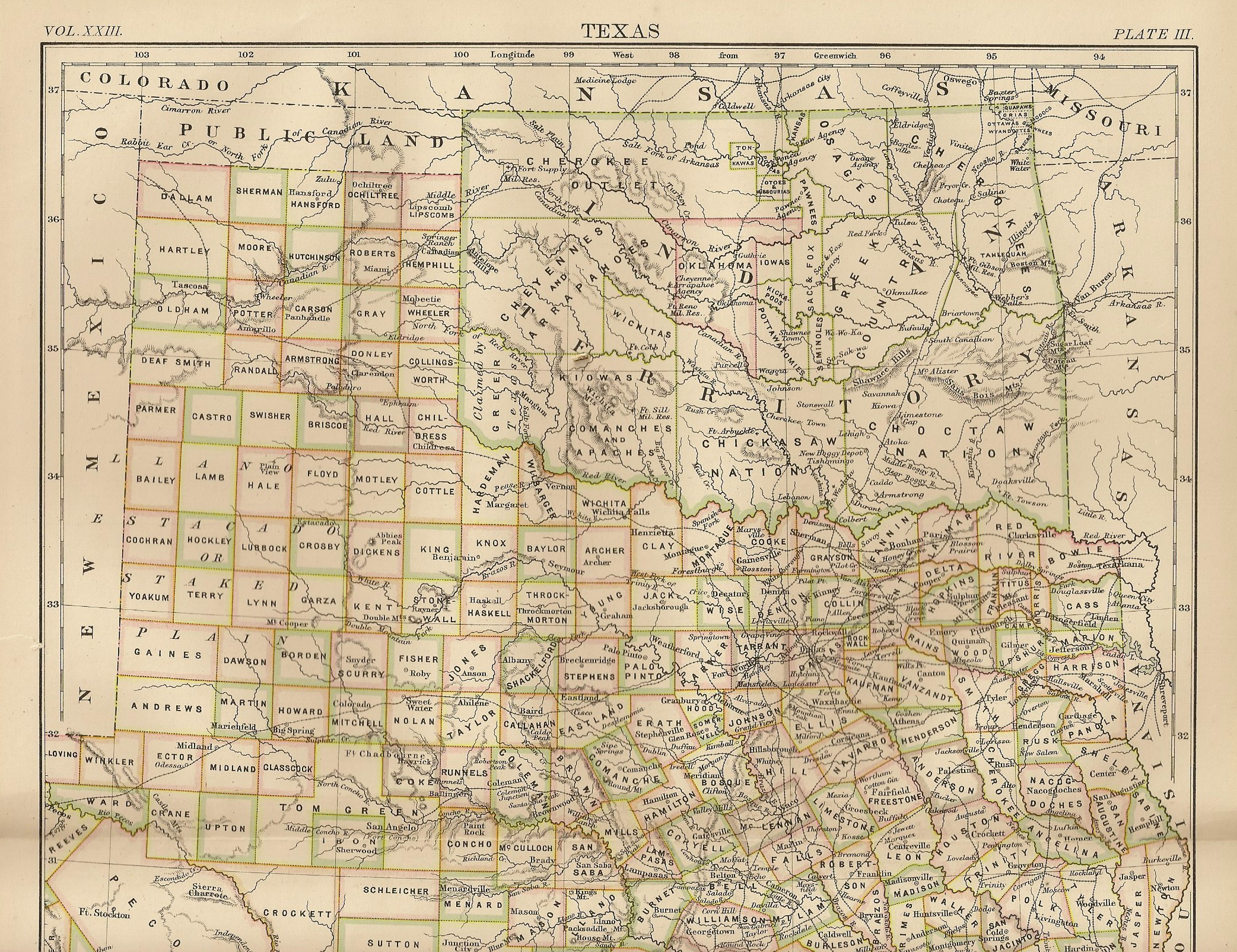
Mapa del Territorio Indígena 1889, que muestra a Oklahoma como una parada de tren en una línea de ferrocarril. Britannica 9a ed.

Oklahoma City fue colonizada el 22 de abril 1889, cuando el área conocida como tierras no asignadas se abrió para el asentamiento en un evento conocido como la carrera por la tierra de 1889. Unos diez mil colonos se asentaron en el área. La ciudad creció rápidamente; la población se duplicó entre 1890 y 1900. Entre los primeros líderes del desarrollo estaban Anton Classen, John Shartel, Henry Overholser y James W. Maney.

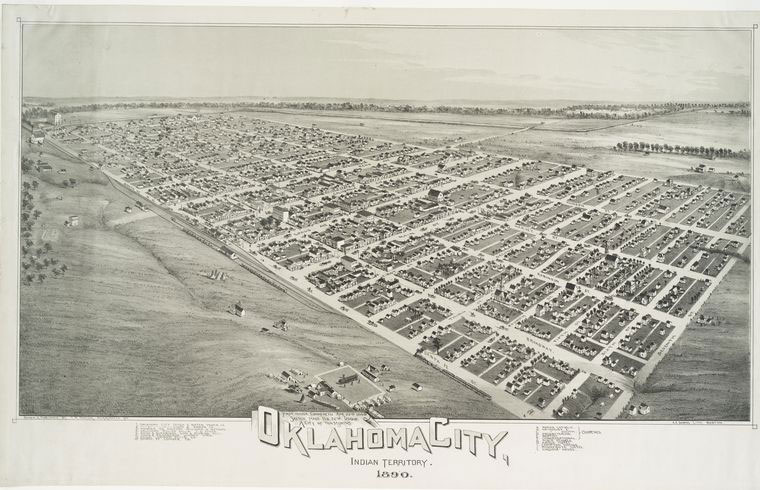
Litografía de Oklahoma City de 1890

Cuando Oklahoma fue admitida en la Unión en 1907, Oklahoma City había superado a la capital territorial Guthrie como centro de población y comercial, de modo que se convirtiò en capital estatal. Oklahoma City fue una parada importante en la Ruta 66 durante la primera parte del siglo XX; se menciona en la canción de jazz de Bobby Troup de 1946 «(Get Your Kicks on) Route 66», que popularizó Nat King Cole.
Antes de la Segunda Guerra Mundial, desarrolló una importante industria de procesamiento de carne, atrayendo empleos e ingresos anteriormente en Chicago y Omaha. Con el descubrimiento de petróleo en 1928 dentro de los límites de la ciudad (incluso bajo el Capitolio estatal), Oklahoma City se convirtió en un importante centro petrolìfero. El crecimiento de la posguerra acompañó la construcción del Sistema de Autopistas Interestatales, que convirtió a Oklahoma City en un importante intercambio como la convergencia de la I-35, la I-40 y la I-44. También fue ayudado por el desarrollo federal de la Base de la Fuerza Aérea Tinker.
En 1950, la Oficina del Censo informó que la población de la ciudad era 8.6 % negra y 90.7 % blanca.
Patience Latting fue elegida alcaldesa de Oklahoma City en 1971, convirtiéndose en la primera alcaldesa de la ciudad. Latting también fue la primera mujer en ocupar el cargo de alcaldesa de una ciudad estadounidense con más de trescientos cincuenta mil residentes.

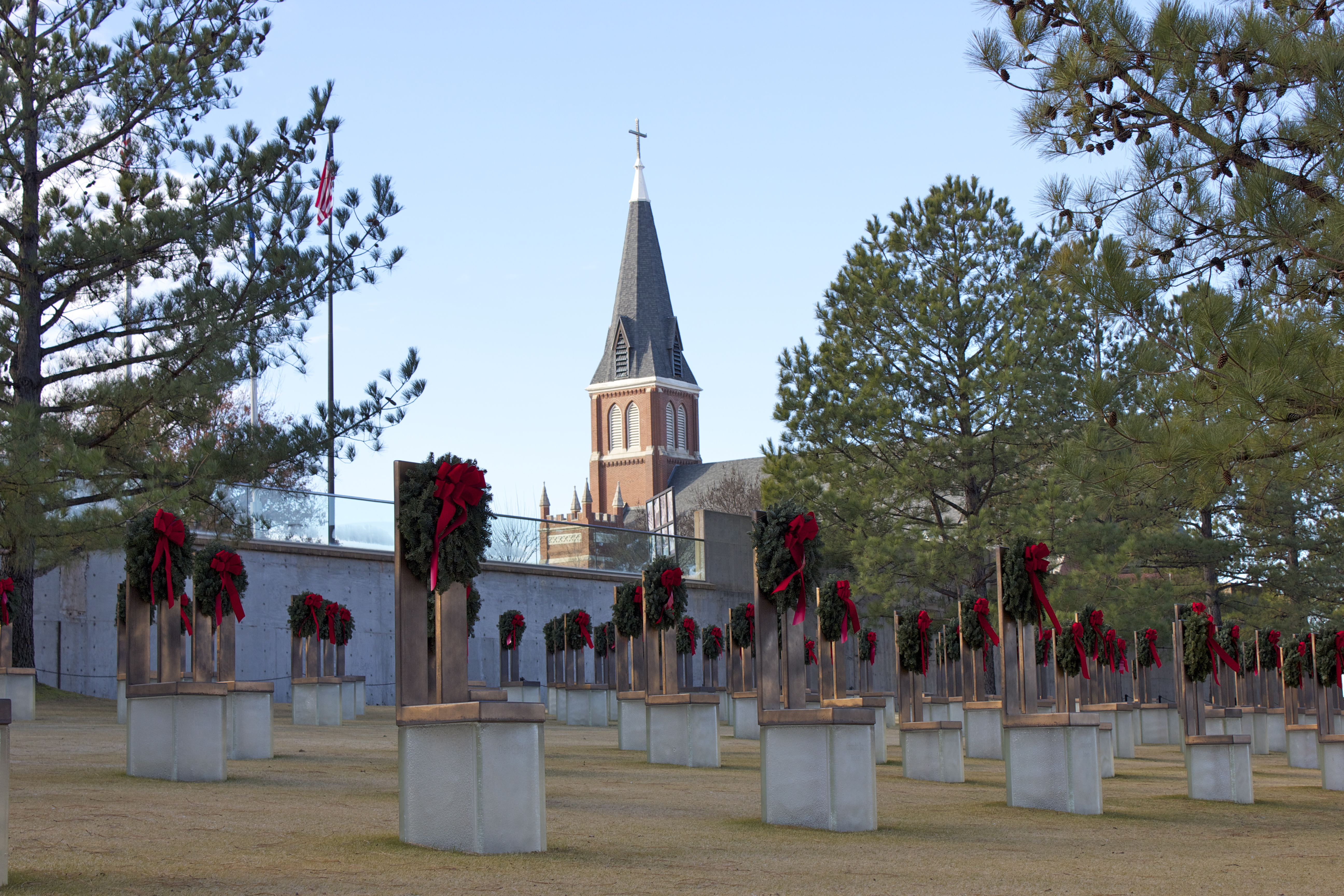
Monumento Nacional de Oklahoma City en Navidad

Como muchas otras ciudades estadounidenses, la población del centro de la ciudad disminuyó en las décadas de 1970 y 1980 cuando las familias siguieron carreteras recién construidas para mudarse a viviendas más nuevas en los suburbios cercanos. Los proyectos de renovación urbana en los años 1970, incluido el Plan Pei, eliminaron las estructuras más antiguas pero no lograron generar mucho desarrollo nuevo, dejando a la ciudad salpicada de lotes baldíos utilizados para estacionamiento. Una excepción notable fue la construcción del Myriad Gardens, un jardín botánico en el corazón de la ciudad. Los edificios históricos de importancia arquitectónica que se perdieron a causa de las autorizaciones fueron el Criterion Theatre, el Baum Building, el Hales Building, y el Hotel Biltmore.
En 1993, la ciudad aprobó un paquete de reurbanización masivo conocido como Proyectos del Área Metropolitana (MAPS), destinado a reconstruir el centro de la ciudad con proyectos cívicos para establecer más actividades y vida en el centro. La ciudad agregó un nuevo parque de béisbol; una biblioteca central; renovaciones del centro cívico, el Cox Convention Center y el recinto ferial; y un canal de agua en el distrito de entretenimiento de Bricktown. Los taxis acuáticos transportan a los pasajeros dentro del distrito, agregando color y actividad a lo largo del canal. 
MAPS se ha convertido en una de las asociaciones público-privadas más exitosas emprendidas en Estados Unidos, Superando los tres mil millones de dólares en inversión privada en 2010. Como resultado de MAPS, la población que vive en viviendas en el centro ha aumentado exponencialmente, junto con la demanda de comodidades residenciales y minoristas adicionales, como comestibles, servicios y tiendas.
Desde la finalización de los proyectos MAPS, el centro de la ciudad ha experimentado un desarrollo continuo. Varios edificios del centro están siendo renovados/restaurados. Entre ellos, cabe destacar la restauración del Hotel Skirvin en 2007. Se está renovando el famoso Primer Centro Nacional.
Los residentes de Oklahoma City sufrieron pérdidas sustanciales el 19 de abril de 1995, cuando Timothy McVeigh detonó una bomba frente al Edificio Federal Alfred P. Murrah. Este quedó en ruinas (sus restos tuvieron que implosionarse en una demolición controlada más tarde ese año), más de cien edificios cercanos sufrieron daños graves y 168 personas murieron. En el sitio se construyó el Monumento Conmemorativo Nacional de Oklahoma City. Desde su inauguración en 2000, la han visitado más de tres millones de personas. Cada año, el 19 de abril, los sobrevivientes, familiares y amigos regresan al sitio para leer los nombres de los fallecidos. McVeigh fue ejecutado mediante inyección letal el 11 de junio de 2001.
El proyecto Core-to-Shore fue creado para reubicar la Interestatal 40, 1.6 km al sur, y reemplazarlo con un bulevar para crear una entrada ajardinada a la ciudad. Esto también permite que el centro se expanda hacia el sur y se conecte con la orilla del río Oklahoma. Varios elementos de Core-to-Shore se incluyeron en la propuesta MAPS 3 aprobada por los votantes a fines de 2009.

## Geografía
Se encuentra a lo largo de uno de los corredores principales hacia Texas y México, y está a tres horas en automóvil del Dallas-Fort Worth metroplex. Está en la región de Frontier Country, situada en el centro del estado.

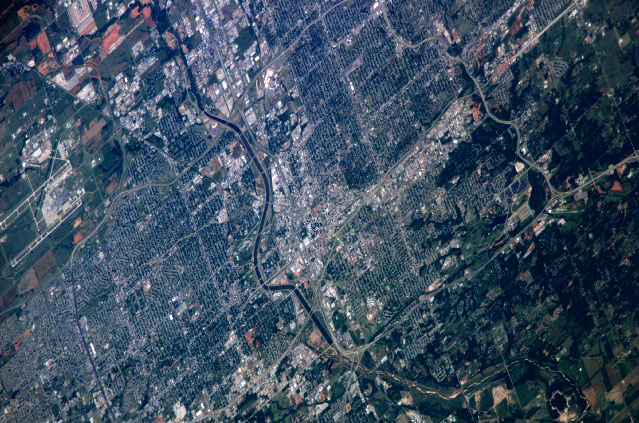
Fotografía de Oklahoma City de mediados de mayo de 2006 tomada desde la Estación Espacial Internacional (ISS)

Según la Oficina del Censo, tiene un área total de 1607 km², de las cuales 1557 km² es tierra y 50 km² es agua.
Oklahoma City se encuentra en la región de Sandstone Hills de Oklahoma, conocida por colinas de 80 a 120 m y dos especies de roble: el roble negro (Quercus marilandica) y el roble de posta (Q. stellata). La parte noreste de la ciudad y sus suburbios del este caen en una región ecológica conocida como Cross Timbers.
La ciudad está dividida aproximadamente en dos por el río North Canadian (recientemente rebautizado río Oklahoma dentro de los límites de la ciudad). El North Canadian tuvo suficiente flujo para inundarse todos los años, causando destrucción en las áreas circundantes, incluido el distrito comercial central y el zoológico original.  En los años 1940, se construyó una presa río gestionar su nivel. En los años 1990, como parte del proyecto de revitalización conocido como MAPS, se construyeron una serie de presas, que devolvieron el agua a la parte del río que fluye cerca del centro. La ciudad tiene tres grandes lagos: el Hefner y el Overholser, en el barrio noroeste; y el más grande, el Stanley Draper, en el extremo sureste, escasamente poblado.
La densidad de población que se informa normalmente para Oklahoma City utilizando el área de los límites de la ciudad puede ser engañosa. Su zona urbanizada cubre aproximadamente 632 km² resultando en una densidad estimada en 2013 de 970 hab./km², en comparación con las áreas de cuencas hidrográficas rurales más grandes incorporadas por la ciudad, que cubren las 976 km² de los límites de la ciudad.
Es una de las ciudades más grandes del Estados Unidos que cumple con la Ley de Aire Limpio.

### Edificios más altos

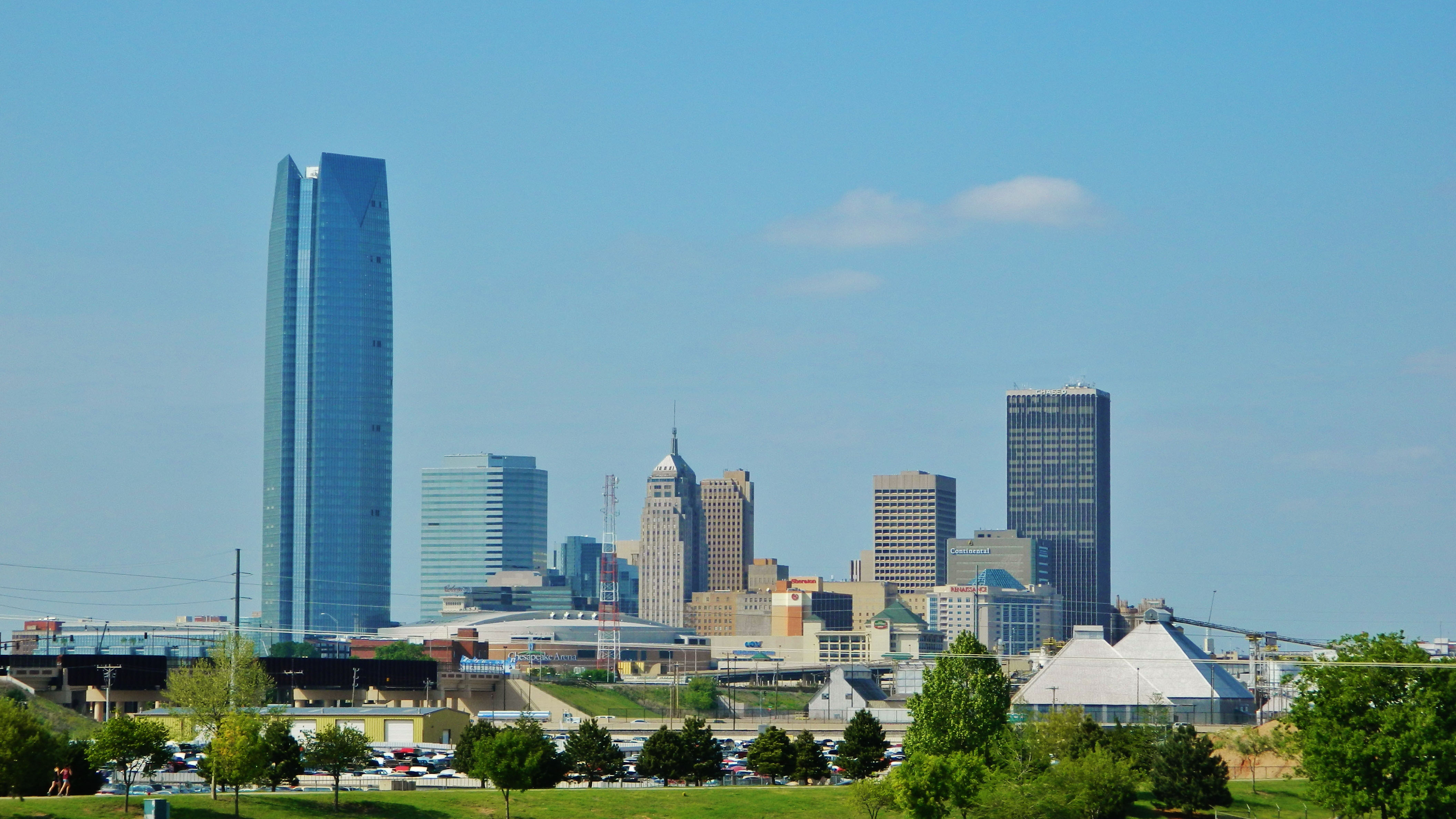
Skyline de Oklahoma City (2012)

| #  | Nombre                  | Altura | Pisos | Año  | Ref.   |
| -- | ----------------------- | ------ | ----- | ---- | ------ |
| 1  | Devon Energy Center     | 258 m  | 50    | 2012 | [ 31 ] |
| 2  | BancFirst Tower         | 152 m  | 36    | 1971 | [ 32 ] |
| 3  | First National Center   | 136 m  | 33    | 1931 | [ 33 ] |
| 4  | BOK Park Plaza          | 132 m  | 27    | 2017 | [ 34 ] |
| 5  | Oklahoma Tower          | 125 m  | 31    | 1982 | [ 35 ] |
| 6  | Strata Tower            | 120 m  | 30    | 1973 | [ 36 ] |
| 7  | City Place              | 119 m  | 33    | 1931 | [ 37 ] |
| 8  | Valliance Bank Tower    | 98 m   | 22    | 1984 | [ 38 ] |
| 9  | Leadership Square North | 87 m   | 22    | 1984 | [ 39 ] |
| 10 | Arvest Tower            | 86 m   | 16    | 1972 | [ 40 ] |

### Clima
Oklahoma City tiene un clima subtropical húmedo ( Köppen: Cfa), con veranos muy calurosos y húmedos e inviernos fríos con nevadas ocasionales. Las sequías prolongadas y severas (que a veces conducen a incendios forestales en las cercanías), así como las lluvias muy intensas que provocan inundaciones repentinas e inundaciones, ocurren con cierta regularidad. Los vientos constantes, generalmente del sur o sursureste durante el verano, ayudan a moderar el clima más cálido. Los vientos del norte constantes durante el invierno pueden intensificar los períodos fríos. Las tormentas de hielo y de nieve severas ocurren esporádicamente durante el invierno.
La temperatura promedio es de 15.6 °C, con un promedio diario mensual que varía de 3.4 °C en enero a 27.6 °C en julio. Los extremos oscilan entre -27 °C el 12 de febrero de 1899 a 45 °C el 11 de agosto de 1936 y el 3 de agosto de 2012. Las temperaturas alcanzan los 38 °C en 10.4 días del año, 32 °C en casi setenta días, y no se elevan por encima del punto de congelación en 8.3 días. La ciudad recibe alrededor de 92.4 cm de precipitación al año, de los cuales 17 cm son nieve.
El informe Tendencias y escenarios climáticos regionales para la Evaluación Nacional del Clima de Estados Unidos (NCA) de 2013 de la NOAA, proyecta que partes de la región de las Grandes Llanuras pueden esperar hasta un 30 % (escenario de altas emisiones basado en los modelos CMIP3 y NARCCAP) de días de precipitación extrema a mediados de siglo. Esta definición se basa en los días que reciben más de una pulgada de lluvia.
| Parámetros climáticos promedio de Oklahoma City (Aeropuerto Will Rogers World), normales 1991−2020, extremos 1890−presente | Parámetros climáticos promedio de Oklahoma City (Aeropuerto Will Rogers World), normales 1991−2020, extremos 1890−presente | Parámetros climáticos promedio de Oklahoma City (Aeropuerto Will Rogers World), normales 1991−2020, extremos 1890−presente | Parámetros climáticos promedio de Oklahoma City (Aeropuerto Will Rogers World), normales 1991−2020, extremos 1890−presente | Parámetros climáticos promedio de Oklahoma City (Aeropuerto Will Rogers World), normales 1991−2020, extremos 1890−presente | Parámetros climáticos promedio de Oklahoma City (Aeropuerto Will Rogers World), normales 1991−2020, extremos 1890−presente | Parámetros climáticos promedio de Oklahoma City (Aeropuerto Will Rogers World), normales 1991−2020, extremos 1890−presente | Parámetros climáticos promedio de Oklahoma City (Aeropuerto Will Rogers World), normales 1991−2020, extremos 1890−presente | Parámetros climáticos promedio de Oklahoma City (Aeropuerto Will Rogers World), normales 1991−2020, extremos 1890−presente | Parámetros climáticos promedio de Oklahoma City (Aeropuerto Will Rogers World), normales 1991−2020, extremos 1890−presente | Parámetros climáticos promedio de Oklahoma City (Aeropuerto Will Rogers World), normales 1991−2020, extremos 1890−presente | Parámetros climáticos promedio de Oklahoma City (Aeropuerto Will Rogers World), normales 1991−2020, extremos 1890−presente | Parámetros climáticos promedio de Oklahoma City (Aeropuerto Will Rogers World), normales 1991−2020, extremos 1890−presente | Parámetros climáticos promedio de Oklahoma City (Aeropuerto Will Rogers World), normales 1991−2020, extremos 1890−presente |
| Mes | Ene. | Feb. | Mar. | Abr. | May. | Jun. | Jul. | Ago. | Sep. | Oct. | Nov. | Dic. | Anual |
| --- | --- | --- | --- | --- | --- | --- | --- | --- | --- | --- | --- | --- | --- |
| Temp. máx. abs. (°C) | 28.3 | 33.3 | 36.1 | 37.8 | 40 | 41.7 | 43.3 | 45 | 42.2 | 36.1 | 30.6 | 30 | 45 |
| Temp. máx. media (°C) | 9.6 | 12.1 | 17.2 | 21.7 | 26.1 | 30.8 | 33.9 | 33.4 | 28.8 | 22.7 | 15.9 | 10.2 | 21.9 |
| Temp. media (°C) | 3.4 | 5.7 | 10.7 | 15.2 | 20.1 | 24.9 | 27.6 | 27.1 | 22.6 | 16.2 | 9.6 | 4.4 | 15.6 |
| Temp. mín. media (°C) | -2.8 | -0.7 | 4.2 | 8.6 | 14.2 | 19 | 21.3 | 20.6 | 16.4 | 9.7 | 3.2 | -1.4 | 9.3 |
| Temp. mín. abs. (°C) | -23.9 | -27.2 | -17.2 | -6.7 | 0 | 7.8 | 11.7 | 9.4 | 1.7 | -8.9 | -12.8 | -22.2 | -27.2 |
| Precipitación total (mm)                                                                                                   | 33.5 | 36.1 | 64.8 | 91.4 | 134.9 | 114 | 91.2 | 91.4 | 94.5 | 84.3 | 42.7 | 45.5 | 924.3 |
| Nevadas (cm) | 4.6 | 4.6 | 2 | 0 | 0 | 0 | 0 | 0 | 0 | 0 | 1.3 | 4.6 | 17 |
| Días de precipitaciones (≥ 0.2 mm)                                                                                         | 5.0 | 5.7 | 6.9 | 7.9 | 10.0 | 8.6 | 6.0 | 6.7 | 7.1 | 7.5 | 5.8 | 5.7 | 82.9 |
| Días de nevadas (≥ 0.2 cm)                                                                                                 | 1.3 | 1.3 | 0.4 | 0.1 | 0.0 | 0.0 | 0.0 | 0.0 | 0.0 | 0.1 | 0.3 | 1.4 | 4.9 |
| Horas de sol | 200.8 | 189.7 | 244.2 | 271.3 | 295.2 | 326.1 | 356.6 | 329.3 | 263.7 | 245.1 | 186.5 | 180.9 | 3089.4 |
| Humedad relativa (%) | 66.6 | 65.7 | 61.3 | 61.1 | 67.5 | 67.2 | 60.9 | 61.6 | 67.1 | 64.4 | 67.1 | 67.8 | 64.9 |
| Fuente n.º 1: NOAA (humedad y horas de sol 1961−1990)                                                                      | | | | | | | | | | | | | |
| Fuente n.º 2: Weather Atlas                                                                                                | | | | | | | | | | | | | |

#### Clima extremo
Oklahoma City tiene una temporada de clima severo muy activa de marzo a junio, especialmente en abril y mayo. Al estar en el centro de lo que se conoce coloquialmente como Tornado Alley, es propenso a tornados especialmente frecuentes y severos, así como a tormentas de granizo muy fuertes y derechos ocasionales. 

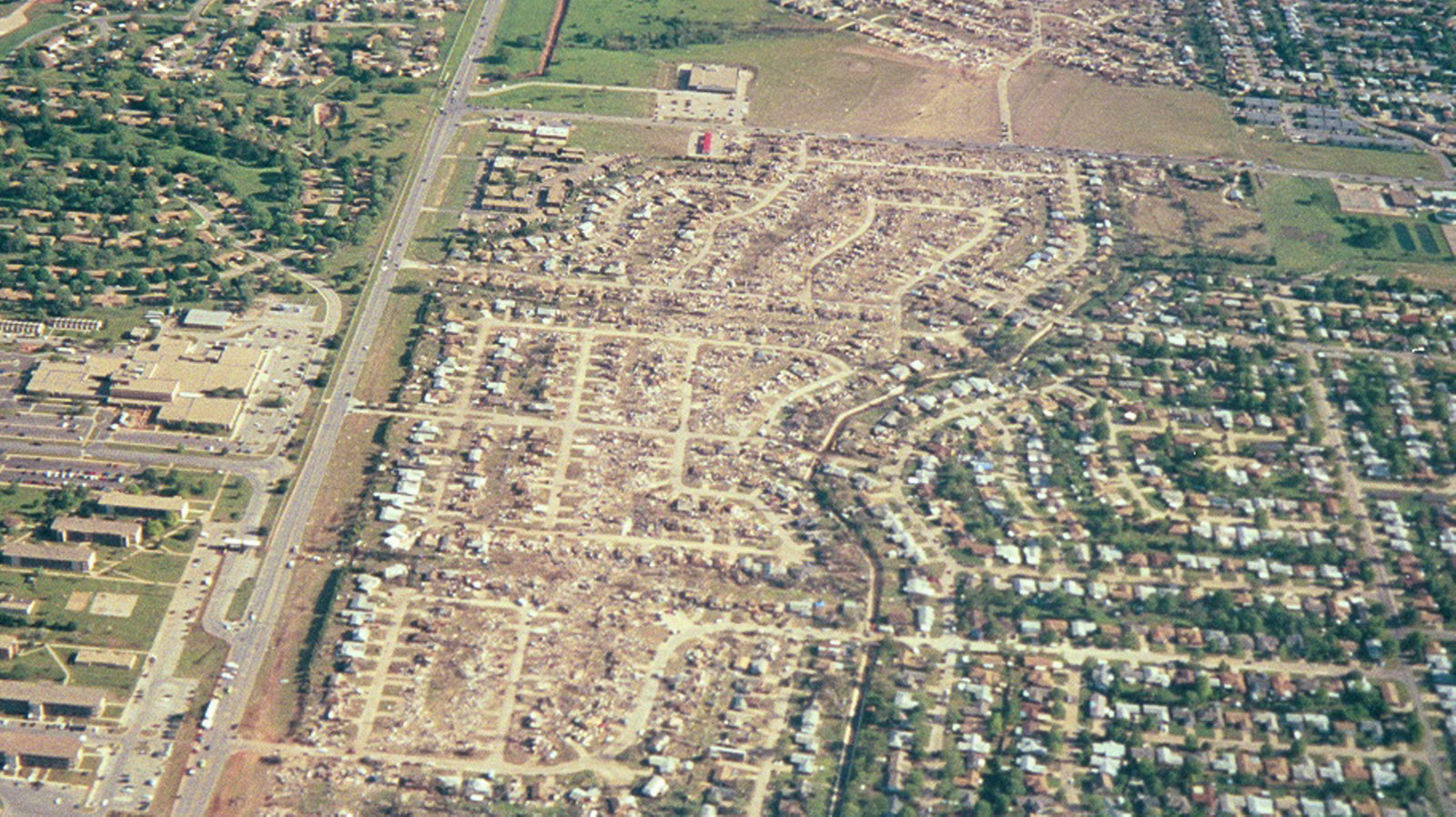
Un barrio arrasado por un tornado en 1999

Se han producido tornados en todos los meses del año y también se produce un pico secundario más pequeño durante el otoño, especialmente en octubre. El área metropolitana de Oklahoma City es una de las principales ciudades del mundo más propensas a tornados, con unos ciento cincuenta desde 1890. Desde que se mantuvieron los registros meteorológicos, ha sido golpeada por trece tornados violentos, once con calificación F/EF4 y dos F/EF5.
El 3 de mayo de 1999, partes de Oklahoma City y las comunidades circundantes se vieron afectadas por un tornado. Fue el último tornado de Estados Unidos en recibir una calificación de F5 en la escala Fujita antes de que la escala Fujita mejorada lo reemplazara en 2007. Mientras que el tornado se encontraba en las cercanías de Bridge Creek al suroeste, las velocidades del viento de 510 km/h fueron estimados por un radar Doppler móvil, las velocidades del viento más altas jamás registradas en la Tierra.
Un segundo tornado de gran escala ocurrió el 20 de mayo de 2013; El sur de Oklahoma City, junto con Newcastle y Moore, fue golpeado por un tornado EF5. El tornado tenía de 0.80 a 2.09 km de ancho y mató a veintitrés personas. El 31 de mayo, menos de dos semanas después del evento del 20 de mayo, otro brote afectó el área de Oklahoma City. Dentro de Oklahoma City, el sistema generó un tornado EF1 y EF0, y en El Reno, al oeste, ocurrió un tornado EF3. Este último tornado, que se dirigía en dirección a Oklahoma City antes de disiparse, tenía un ancho de 4.2 km, lo que lo convierte en el más ancho jamás registrado. Además, se midieron vientos superiores a 475 km/h, uno de los dos récords para un tornado.
Con 495 mm de lluvia, mayo de 2015 fue, con mucho, el mes más lluvioso de la historia de la ciudad desde que se comenzaron a llevar los registros en 1890. En Oklahoma y Texas en general, hubo una inundación récord en la última parte del mes.